# Linaria alaica
Linaria alaica är en grobladsväxtart som beskrevs av S.Yu. Yunusov. Linaria alaica ingår i släktet sporrar, och familjen grobladsväxter. Inga underarter finns listade i Catalogue of Life.